# Distretto di Dong (Ulsan)
Dong-gu (Hangŭl: 동구; Hanja: 東區) è un distretto di Ulsan. Ha una superficie di 35,6 km² e una popolazione di 185 954 abitanti al 2009.